# Prostitución en Costa de Marfil
La prostitución en Costa de Marfil es legal, pero las actividades asociadas como la prostitución, el proxenetismo o la gestión de burdeles, son ilegales. En ocasiones, la policía acosa a las trabajadoras sexuales y les exige sobornos o favores sexuales. Las prostitutas transgénero suelen ser blanco de la policía y los soldados, y sufren violencia. En 2014 se estimó que había 9 211 prostitutas en el país.
La guerra civil ha dejado a muchas mujeres necesitadas de un salario, por lo que algunas han recurrido a la prostitución, ya que hay un elevado desempleo.
En la capital, Abiyán, la mayoría de las prostitutas proceden de Ghana, Nigeria, Togo, Malí, Senegal y otros estados de África Occidental, siendo el grupo más numeroso el de Ghana. Entre los clientes se encuentran soldados marfileños y personal de mantenimiento de la paz de la ONU.
En las ciudades, las trabajadoras del sexo han creado organizaciones para proteger sus intereses. A menudo se dirigen a un grupo étnico concreto. Cada organización tiene un presidente y otros cargos, normalmente prostitutas de más edad consideradas "más sabias".
El turismo sexual también es un problema en Costa de Marfil.

## Historia
Antes de la llegada de los europeos, entre los akanes del suroeste del actual Costa de Marfil destacaba una forma de prostitución institucional conocida como abrakree. La élite política adquiría mujeres, generalmente esclavas, para atender las necesidades sexuales de los varones solteros. Tras una visita a Assini en 1701, el explorador Jean Barbot documentó que las abrakree de Assini se distinguían de las demás mujeres por llevar un paño de lino blanco alrededor de la cabeza. Los hombres casados tenían prohibido recurrir a sus servicios y los castigos eran severos.
En la década de 1960 llegaron al país muchas prostitutas francesas, principalmente de París y Marsella. Trabajaban como camareras en bares y clubes nocturnos, sobre todo en Abiyán. Cobraban honorarios elevados, pero el dueño del bar se llevaba una comisión de "aire acondicionado" por cliente. Debido a los elevados honorarios, los clientes eran europeos o africanos de élite.
Las mujeres ghanesas empezaron a emigrar a Costa de Marfil para trabajar como prostitutas en los años 1970 debido a la recesión de la economía ghanesa. Esta emigración continuó, y en los años 1990 más de la mitad de las prostitutas de Abiyán eran de Ghana.

## VIH
Al igual que otros países de África occidental, Costa de Marfil padece una epidemia de VIH. Las trabajadoras del sexo constituyen un grupo de alto riesgo, y el uso del preservativo no era habitual anteriormente, lo que llevó a que el 70 % de las trabajadoras del sexo de Abiyán fueran seropositivas en 1995. Las agresivas campañas de divulgación pública y las intervenciones educativas dirigidas a poblaciones clave de alto riesgo, como las trabajadoras del sexo, redujeron la tasa de infección al 40 % en 1998.
La continuación de las campañas, la educación, la distribución de preservativos y el acceso a una mejor atención sanitaria redujeron la prevalencia del VIH entre los profesionales del sexo al 26,6 % en 2011 y al 11 % en 2016.

## Tráfico sexual
Costa de Marfil es país de origen, tránsito y destino de mujeres y niños sometidos a trata con fines sexuales. La trata interna es más frecuente que la transnacional, y la mayoría de las víctimas identificadas son niños. Debido a un mayor énfasis en la vigilancia y la lucha contra la trata de menores, la prevalencia de la trata de adultos puede estar subestimada. Las mujeres y niñas marfileñas son sometidas principalmente a trabajos forzados en el servicio doméstico y en restaurantes, pero también son explotadas con fines sexuales. Algunas mujeres y niñas reclutadas en Ghana y Nigeria. como camareras son sometidas a trata con fines sexuales. Los funcionarios señalan que los migrantes ilegales marfileños en Argelia son vulnerables a la trata debido a su situación irregular e ilegal. La falta de datos exhaustivos sobre la trata en Costa de Marfil hace que se desconozca el alcance total del problema.
La Oficina de Vigilancia y Lucha contra la Trata de Personas del Departamento de Estado de los Estados Unidos clasificó en 2023 a Costa de Marfil como país de "nivel 2".